# Religia w Monako
Religia w Monako według „Pew Research Center” w 2010
     Katolicyzm (82.3%)
     Protestantyzm (3.5%)
     Prawosławie (0.2%)
     Judaizm (1.7%)
     Islam (0.4%)
     Ateiści/Niezrzeszeni (11.7%)
     Inna Religia (0.2%)
Główną religią w Monako jest Kościół rzymskokatolicki (83%). Jest on także religią państwową Księstwa Monako. Istnieją tu także wspólnoty kościoła Grecji, anglikanizmu, judaizmu i islamu.

## Chrześcijaństwo

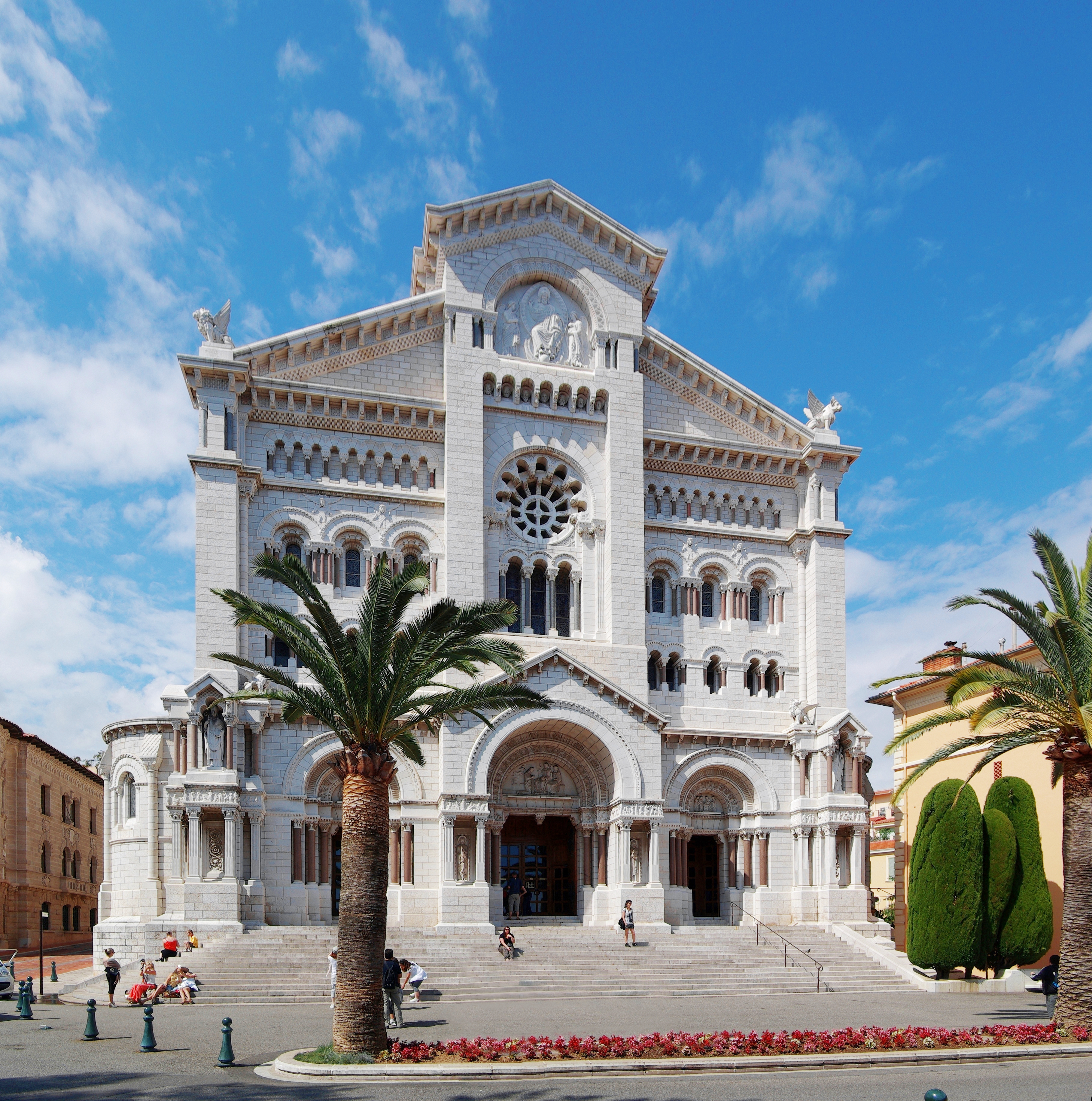
Katedra Notre-Dame Immaculèe w Monako

### Kościół rzymskokatolicki
Kościół rzymskokatolicki w Monako wyznaje większość społeczeczeństwa i jest on religią państwową. Całe państwo obejmuje Archidiecezja Monako, należąca bezpośrednio do Rzymu. Jej siedzibą jest Katedra Notre-Dame-Immaculée w Monako.

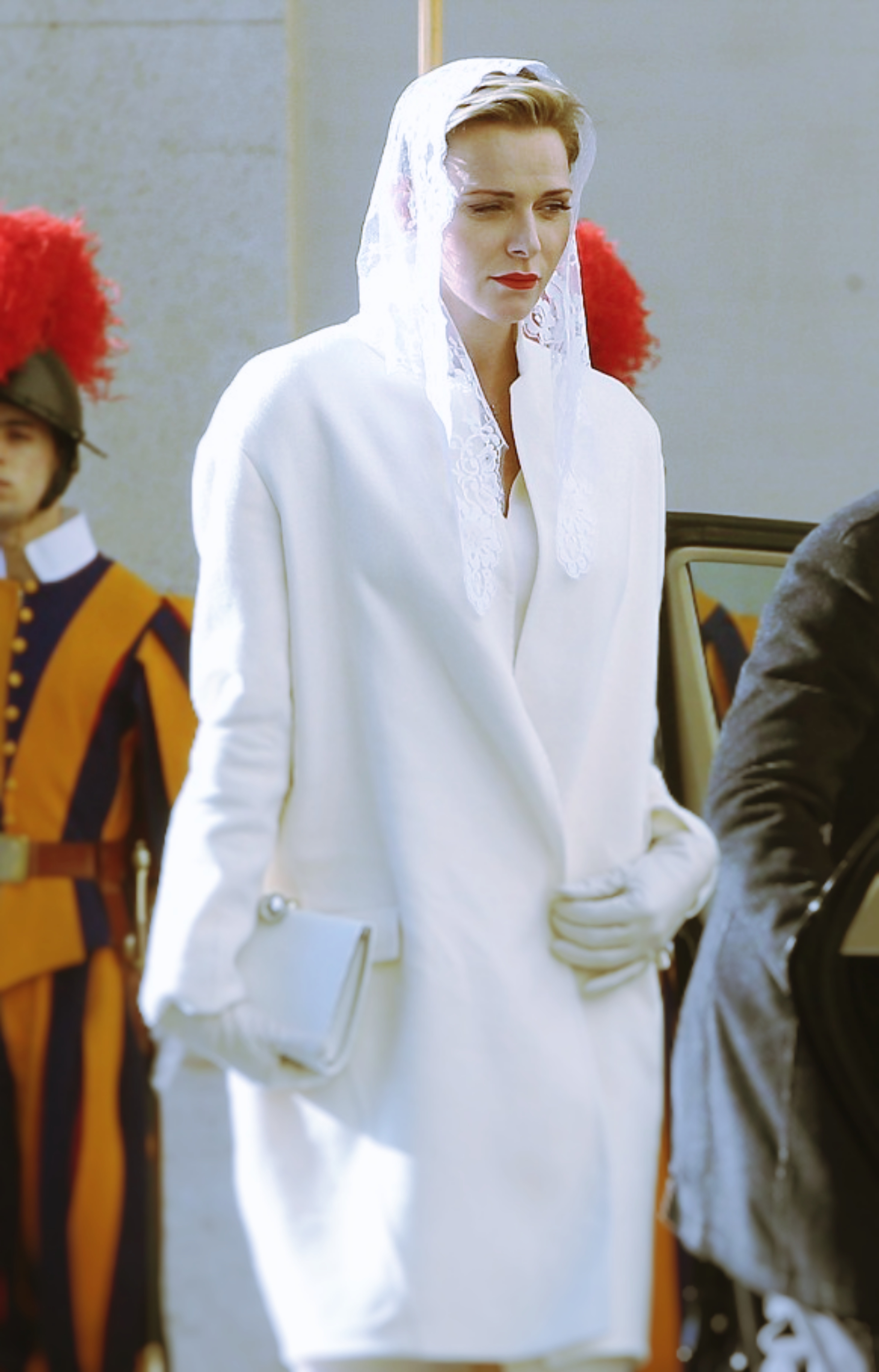
Księżna Charlene na spotkaniu z papieżem Franciszkiem w Watykanie

#### Księżna Charlene
Księżna Charlene jest jedną z siedmiu kobiet na świecie z tzw. „białym przywilejem”, czyli nie ma obowiązku czarnego ubioru na spotkaniu z papieżem, dozwolony jest strój biały. Niektóre kobiety z tym przywilejem przychodzą ubrane jednak w kolor czarny z szacunku do Ojca Świętego.

### Protestantyzm

#### Anglikanizm[6]
W roku 2012 w Monako działał jeden kościół obrządku angielskiego. Kościół służył w większości osobom tego wyznania przyjeżdżającym do tego państwa jako turyści. W tym państwie w roku 2007 mieszkało 135 anglikanów.

#### Kalwinizm
W Monako działa jeden zbór tradycji reformowanej. Zbór jest częścią Zjednoczonego Kościoła Protestanckiego Francji, należy do regionu kościelnego Prowansja-Alpy-Korsyka-Lazurowe Wybrzeże.

### Prawosławie
W 2012 r. w Monako działała jedna parafia obrządku greckiego. W 2018 r. powstała tu parafia pw. Świętych Cierpiętników Carskich, która weszła w skład eparchii chersoneskiej Rosyjskiego Kościoła Prawosławnego.

### Świadkowie Jehowy
Działalność Świadków Jehowy w Monako jest wliczana do sprawozdania Świadków Jehowy we Francji. 19 listopada 2022 roku Świadkowie Jehowy oficjalnie uzyskali prawną rejestrację w Monako. 

## Judaizm

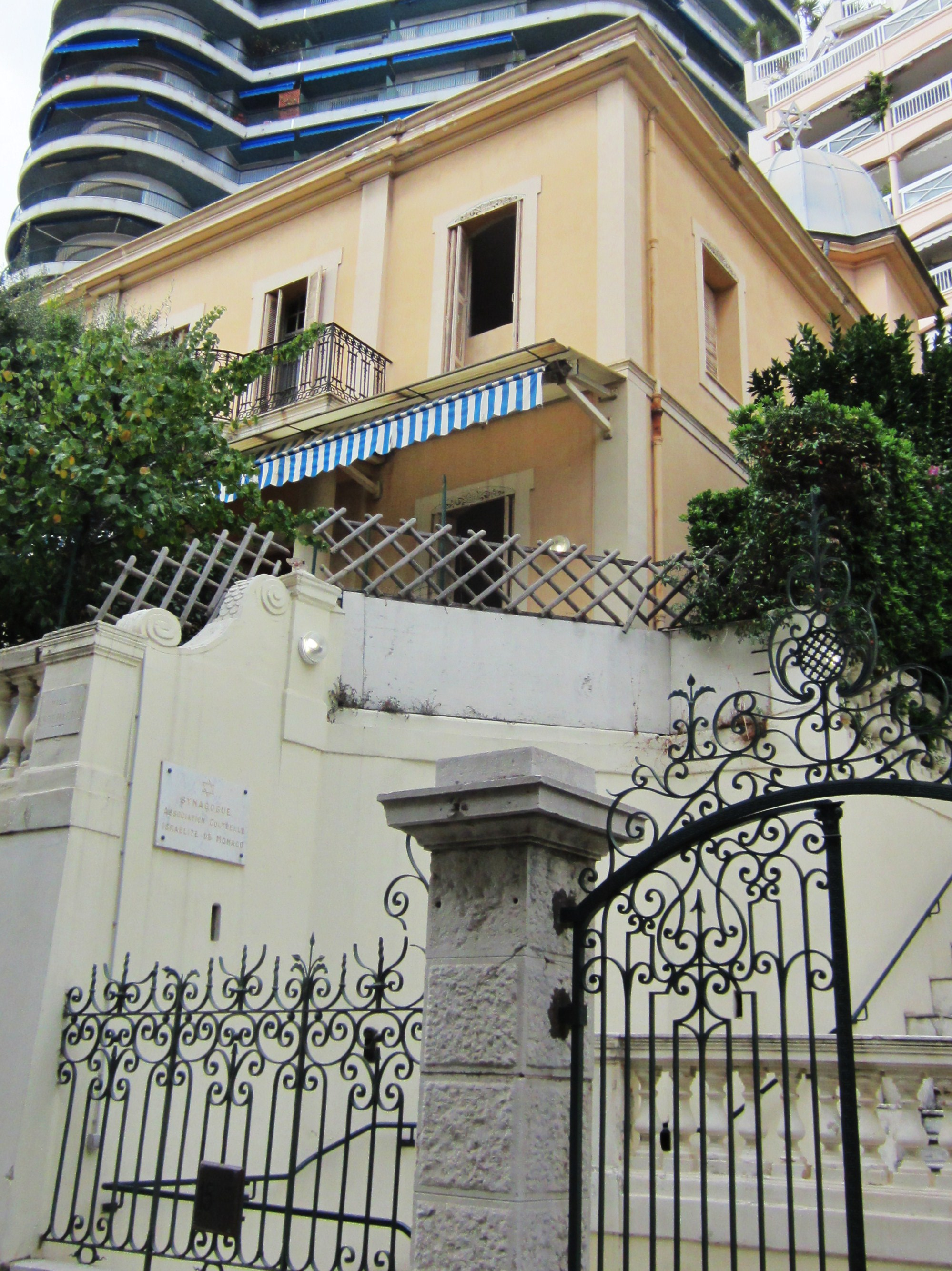
Synagoga w Monako

W 1948 roku powstało Stowarzyszenie Culturelle Israelite de Monaco, które działało jako formalna instytucja społeczności żydowskiej w księstwie. Obecnie stowarzyszenie zapewnia społeczności szkołę hebrajską, synagogę i sklep spożywczy. Stowarzyszenie znajduje się w Monte Carlo.
Synagoga prowadzona przez Stowarzyszenie Culturelle Israelite de Monaco jest jedyną synagogą w księstwie.
Ludność żydowska w kraju jest mała (1.7%). Około 1000 żydowskich emigrantów z innych krajów, zarówno obywateli, jak osoby bez obywatelstwa Monako. Ludność składa się głównie z emerytowanych Żydów z Wielkiej Brytanii i Francji oraz innej niewielkiej populacji Żydów tureckich i północnoafrykańskich.

### Historia[6]
Przed II wojną światową Monako miało małą żydowską ludność składającą się z około 300 osób. Ci ludzie otrzymali fałszywe dokumenty tożsamości przez rząd Monako, aby chronić ich przed deportacją przez nazistów. Jednak w 1942 roku policja w Monako aresztowała około 90 Żydów i przekazała je nazistom.

## Islam
Muzułamanie w Monako to około 280 osób. W księstwie nie ma ani jednego meczetu. Miejscowi muzułmanie korzystają z meczetu oddalonego kilka minut spacerem od granicy Monako.